# Francisco de Paula Mendoza y Moreno
Francisco de Paula Mendoza y Moreno (c. 1812-c. 1885) fue un pintor español.

## Biografía
Nacido en Madrid hacia 1812, era hijo de Juan José y Juliana, oriundos ambos de la provincia de Cuenca. Dedicáronle sus padres en esta capital al estudio de las letras, y uno de sus profesores llamado Julián Verdú, viendo su afición por el dibujo, les aconsejó lo matriculasen en la Academia de San Fernando. Algo más tarde entró de discípulo en el estudio de José Aparicio, a quien en muchos trabajos le ayudó Mendoza como discípulo, hasta que pasó al Museo del Prado, en cuyas galerías se dedicó a estudiar con preferencia las escuelas veneciana y española, copiando muy especialmente a Velázquez y Murillo. En el mismo año de 1832, y contando sólo veinte de edad, fue nombrado profesor de dibujo del Real Seminario de nobles, cargo que desempeñó hasta la clausura de dicho establecimiento, tres años más tarde.
Fundado el Liceo artístico y literario, contribuyó a esta Sociedad, en la que más tarde fue profesor de dibujo; y en la Exposición pública celebrada en 1838 presentó una copia del cuadro de Venus y Adonis, de Pablo Veronés, que fue adquirido por la reina gobernadora, María Cristina de Borbón. En 1843 concurrió a la Exposición de San Fernando con algunos cuadritos de costumbres, entre ellos Una estudiantina, que adquirió Daniel Weisveiller, y del que tuvo que hacer dos repeticiones que se conservaban en Londres. En esta obrita todas las figuras eran retratos de amigos suyos en su juventud, que más tarde pasaron a ocupar cargos notables en la magistratura y la administración. En 1846 pintó un cuadro de La Virgen contemplando a su Divino Hijo con objeto de ser recibido individuo de mérito en la Academia de San Fernando; pero su empeño quedó frustrado por una limitación en el número de académicos por parte de la institución; presentó dicho trabajo a la Exposición que celebró aquel año el Liceo artístico y literario de Madrid. Fue condecorado con la cruz de la Orden americana de Isabel la Católica. En 1849 fue nombrado pintor honorario de cámara de Isabel II. En 1850 fue nombrado secretario y en octubre de 1858 alcanzó el nombramiento de profesor de la Escuela de Pintura, Escultura y Grabado, dependiente de la Academia de San Fernando.
Entre sus cuadros más notables pueden citarse La Virgen contemplando a su Divino Hijo, colocado en el gabinete-despacho de la última soberana, Isaac bendiciendo a su hijo Jacob; figuró en la Exposición pública de 1849, Diana de vuelta de la caza acariciando a sus perros; lienzo que figuró en la de 1850, El Ángel de la Guarda; alegoría al príncipe de Asturias, Isabel la Católica anunciando a Cristóbal Colon que si el Tesoro real no basta para pagar los gastos de su expedición en busca del Nuevo Mundo, venderá sus joyas; obra que después de figurar en la Exposición Universal de París en 1855 pasaría a conservarse, como las anteriores, en el Palacio Real; El Apóstol Santiago en la batalla de Clavijo, encargado por los reyes Isabel y Francisco de Asís para los caballeros de dicha orden militar, y que más tarde habría pasado a la parroquia de Aranjuez; Los Sagrados Corazones de Jesús y María, en la iglesia de San Cayetano; dos reproducciones de los anteriores, para Sanlúcar de Barrameda; Una Concepción, que presentó en la Exposición Nacional de Bellas Artes de 1866, Jesús y la Samaritana, que figuró en la de 1856, Una Virgen del Carmen y Un San Antonio de Padua.
Entre los numerosos retratos que realizó podrían destacarse los cuatro pertenecientes a la galería cronológica de los Reyes de Navarra, que se conservaban en Pamplona en la casa de la Diputación provincial, representando a Sancho VI el Sabio, Sancho VII el Fuerte, Teobaldo I el Grande y Teobaldo II; dos de la reina Isabel para Puerto Rico, uno para la Diputación Provincial de Cádiz, otro para el Gobierno civil de Valladolid, otro para el de Guadalajara, y algunos más para varios Ayuntamientos; los de Joaquín María Ferrer y su esposa, los del teniente general José Leymerich y su esposa, los de los marqueses de Montosa, el de Francisco Urquijo de Irabien, diputado general de Álava; el de Fernando Osorio, duque de Medina de las Torres; el del general Jacobo Gil de Avalle y Valladares, el del general Antonio Sequera, los de Lorenzo Arrazola y su esposa, los del Augusto Ulloa y esposa, los de Alejandro de Castro y esposa, en tamaño pusinesco; el del general Solano, el de Juan Guillen Buzáran, el de Lacorte, el de Río, el del conde de Quinto, el del conde de Adanero, marquesa de Torre Orgaz, Manuel Alonso Martínez, Juan Valera y duque de Gor, para el Ateneo científico y literario de Madrid.
En 1870 publicó un Manual del pintor de historia, ó sea recopilación de las principales reglas, máximas y preceptos para los que se consagran al cultivo del arte. En la década de 1880 desempeñaba el cargo de profesor una de las clases de dibujo dependientes del Conservatorio de Artes, y se hallaba condecorado con las encomiendas de Carlos III y de Isabel la Católica. Habría fallecido en 1885.